# Кылтово
Кылтово (коми Кывтыва) — посёлок в Княжпогостском районе Республики Коми России. Входит в состав городского поселения Емва.

## География
Посёлок находится в западной части Республики Коми, в пределах Вычегодско-Мезенской равнины, на правом берегу реки Кылтовки, на расстоянии примерно 23 километров (по прямой) к юго-востоку от города Емвы, административного центра района. Абсолютная высота — 113 метров над уровнем моря.
Климат
Климат характеризуется как умеренно континентальный, с продолжительной умеренно морозной многоснежной зимой и коротким прохладным летом. Среднегодовая температура воздуха составляет −0,6 °С. Средняя температура воздуха самого тёплого месяца (июля) составляет 15,6 °C; самого холодного (января) — −16,2 °C. Среднегодовое количество атмосферных осадков составляет 608 мм.
Часовой пояс
Кылтово, как и вся Республика Коми, находится в часовой зоне МСК (московское время). Смещение применяемого времени относительно UTC составляет +3:00.

## Население
| 2010 |
| ---- |
| 42   |

Гендерный состав
По данным Всероссийской переписи населения 2010 года в гендерной структуре населения мужчины составляли 52,4 %, женщины — соответственно 47,6 %.
Национальный состав
Согласно результатам переписи 2002 года, в национальной структуре населения русские составляли 58 % из 81 чел.

## Достопримечательности
- Крестовоздвиженский Кылтовский монастырь